# Catilinarische redevoeringen
Cicero's Catilinarische redevoeringen (of soms ook wel de Catilinarisen genoemd) waren de vier aanklachten die Cicero in de hoedanigheid van consul aan het adres van Lucius Sergius Catilina richtte, toen diens (vermeende) samenzwering tegen de Romeinse Republiek aan het licht kwam. De beroemdste is zeker wel de Eerste Catilinarische Rede, een schoolvoorbeeld van de retorica, die nu nog altijd door leerlingen Latijn wordt bestudeerd.

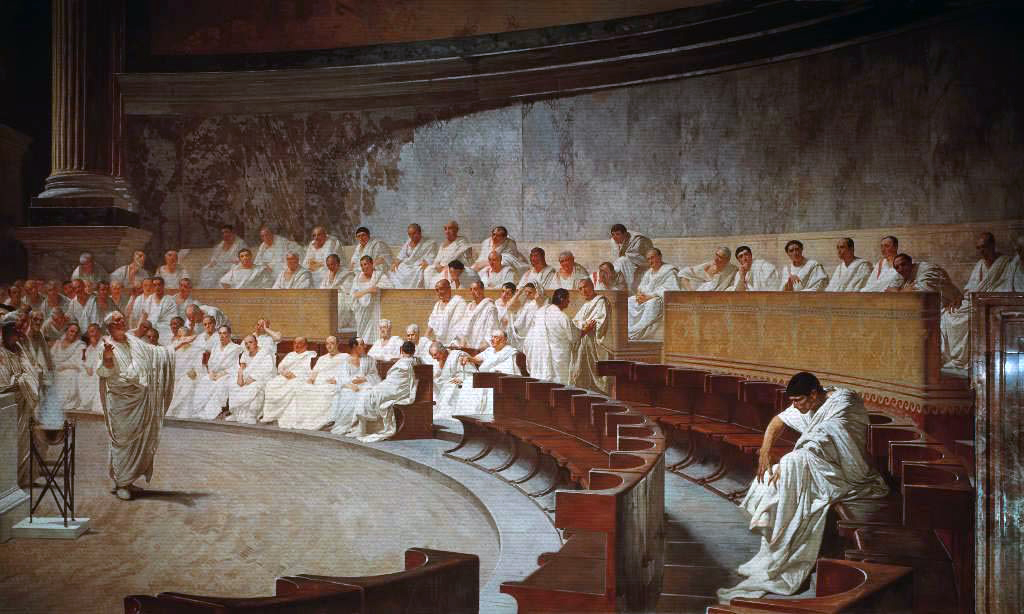
Cicero klaagt Catilina aan in de Senaat. Schilderij van Cesare Maccari uit de 19e eeuw.

## Achtergrond
Catilina, een ambitieus Romeins politicus, en oorspronkelijk partijgenoot van Cicero, kwam uit een oud patriciërsgeslacht dat financieel en sociaal aan lager wal was geraakt. Hij was gewoon zich met geweld toe te eigenen wat hij niet op vreedzame wijze krijgen kon. Toen hij in 65 v.Chr. al eens de consul-verkiezingen had verloren, zou hij - volgens Cicero - een staatsgreep gepland hebben, maar dit wordt niet door externe bronnen bevestigd.
Aan het einde van 64 v.Chr. stelde Catilina zich opnieuw kandidaat als consul voor het jaar 63 v.Chr.. Om bij de consulverkiezingen meer kans van slagen te hebben, kwam Catilina deze keer met een ambitieus, maar populistisch sociaal programma in dienst van de gewone man. Achter de schermen bleef hij - althans volgens Cicero - echter een staatsgreep voorbereiden, des te verbetener nadat hij vrij onverwacht door Cicero en Antonius was verslagen bij de verkiezingen.
In de nacht van 21 oktober lekten de (vermeende) plannen voor een komende staatsgreep uit, gepland voor 27 oktober. Cicero, voorzien van weinig solide bewijsmateriaal, hem door vrienden en infiltranten verstrekt, daagde in zijn hoedanigheid van consul Catilina uit zich ten overstaan van de Senaat te rechtvaardigen voor zijn (vermeende) subversieve activiteiten, hetgeen deze weigerde uit vrees voor zijn leven. Cicero ontving daarop de senatus consultum ultimum van de Senaat, het dictatorschap.
Catilina bleef zich als de beledigde onschuld gedragen, maar ging steeds duidelijker inzien dat een gewapende oplossing de enige uitweg was. Volgens Cicero riep Catilina tijdens de nacht van 5 op 6 en 6 op 7 november zijn medewerkers in een nachtelijke vergadering (in het huis van ene Laeca) bijeen, en daar zou beslist zijn Cicero in zijn eigen huis te vermoorden, in de vroege ochtend van de 7de.
Zogenaamd door zijn informanten gewaarschuwd, kon Cicero zich echter in veiligheid brengen, voorzien van een opzichtig militair harnas, waarna hij de Senaat in spoedzitting samenriep, voor de gelegenheid in de tempel van Jupiter Stator. Aldaar verscheen Catilina op de vergadering, begeleid door zijn bondgenoten, waarna Cicero zijn beroemde Eerste Catilinarische Rede (zie hieronder) uitsprak. Nog steeds probeerde Catilina zich van alle blaam te zuiveren, maar de meerderheid van de Senaat (t.w. de Optimates) keerde zich tegen hem en belette hem te spreken. In totale wanhoop verliet Catilina de vergadering, en begaf zich in allerijl naar zijn kamp in Etrurië. De opstand was nu een feit, want voor een deel van de Romeinse bevolking had Catilina, door Rome te verlaten, schuld bekend.
Op 8 november gaf Cicero zijn Tweede Catilinarische Rede, waarin hij het volk verslag uitbracht van de gebeurtenissen van de vorige dag.
Met medewerking van verklikkers slaagde Cicero erin op 3 december de in Rome achtergebleven bondgenoten van Catilina te arresteren. Als verantwoording gaf hij hiervoor zijn Derde Catilinarische Rede voor het volk. Door middel van foltering werd de bekentenis van de medewerkers van Catilina afgedwongen, waarna zij in voorlopige hechtenis werden gehouden.
Omdat in de stad het gerucht ging dat de bondgenoten van Catilina hun aangehouden collega's met geweld wilden bevrijden, én omdat Cicero's ambtstermijn er bijna opzat, wilde Cicero geen tijd meer verliezen. Na het aanhoren van de Vierde Catilinarische Rede sprak de Senaat op 5 december het collectieve doodvonnis uit over alle gearresteerden, die terstond naar de gevangenis werden gebracht en werden gewurgd. Cicero assisteerde persoonlijk bij de executie. Toen hij bij het verlaten van de gevangenis onder de menigte kijklustigen op het forum een aantal medeplichtigen herkende, riep hij triomfantelijk uit: "Vixerunt!" = "Ze hebben geleefd!"
Maar Catilina zelf was nog steeds in leven. Het regeringsleger werd nu, onder de leiding van de andere consul Antonius, naar Etrurië uitgestuurd om de opstandelingen te bestrijden. In het begin van het jaar 62 kwam het in de buurt van Pistoria tot een "veldslag", waarbij de opstandelingen werden verslagen en Catilina sneuvelde als een held (zelfs zijn aartsvijand Cicero moest toegeven dat hij vocht als een leeuw). In het ouderwetse Latijn van Sallustius lezen we over de verslagenen de woorden "advorsis volneribus", wat wil zeggen dat ze niet op de vlucht waren geslagen en recht in de vijandelijke zwaarden waren gelopen.

## Begin van de Eerste Catilinarische Rede

### (Oratio) in L. Catilinam prima in senatu habita
(vert.:Eerste redevoering tegen L. Catilina, gehouden in de senaat)
Met de volgende woorden begint het exordium (de inleiding) van de Eerste Catilinarische redevoering, die meer dan 2000 jaar later nog door vele leerlingen Latijn bestudeerd wordt.
Quousque tandem abutere, Catilina, patientia nostra?
quam diu etiam furor iste tuus nos eludet? quem ad finem sese
effrenata iactabit audacia?
Vertaling: 
Hoelang nog, Catilina, zal je ons geduld misbruiken?
Hoelang nog zal die razernij van jou met ons de draak steken? Tot welk uiterste 
zal jouw lef zich grenzeloos roeren? (ofwel) Hoelang nog zal jouw grenzeloze lef zich roeren?

## Tweede Catilinarische Rede

### (Oratio) in L. Catilinam secunda ad populum
(vert.:Tweede redevoering tegen L. Catilina, voor het volk)
Tandem aliquando, Quirites, L. Catilinam furentem
audacia, scelus anhelantem, pestem patriae nefarie molientem,
vobis atque huic urbi ferro flammaque minitantem ex urbe
vel eiecimus vel emisimus vel ipsum egredientem verbis
prosecuti sumus. Abiit, excessit, evasit, erupit. Nulla iam per-
nicies a monstro illo atque prodigio moenibus ipsis intra
moenia comparabitur. Atque hunc quidem unum huius belli
domestici ducem sine controversia vicimus. Non enim iam inter
latera nostra sica illa versabitur; non in campo, non in foro,
non in curia, non denique intra domesticos parietes perti-
mescemus. Loco ille motus est cum est ex urbe depulsus.
Palam iam cum hoste, nullo impediente, bellum iustum geremus.
Sine dubio perdidimus hominem magnificeque vicimus cum
illum ex occultis insidiis in apertum latrocinium coniecimus.

## Derde Catilinarische Rede

### (Oratio) in L. Catilinam tertia ad populum
(vert.:Derde redevoering tegen L. Catilina, voor het volk)
Rem publicam, Quirites, vitamque omnium vestrum
bona, fortunas, coniuges liberosque vestros atque hoc domi-
cilium clarissumi imperii, fortunatissimam pulcherrimamque ur-
bem, hodierno die deorum inmortalium summo erga vos amore,
laboribus, consiliis, periculis meis e flamma atque ferro ac
paene ex faucibus fati ereptam et vobis conservatam ac restitu-
tam videtis.

## Vierde Catilinarische Rede

### (Oratio) in L. Catilinam quarta in senatu habita
(vert.:Vierde redevoering tegen L. Catilina, gehouden in de senaat)
Video, patres conscripti, in me omnium vestrum ora atque oculos esse conversos, video vos non solum de vestro ac rei publicae, verum etiam, si id depulsum sit, de meo periculo esse sollicitos. Est mihi iucunda in malis et grata in dolore vestra erga me voluntas, sed eam, per deos inmortales, deponite atque obliti salutis meae de vobis ac de vestris liberis cogitate. Mihi si haec condicio consulatus data est, ut omnis acerbitates, omnis dolores cruciatusque perferrem, feram non solum fortiter, verum etiam lubenter, dum modo meis laboribus vobis populoque Romano dignitas salusque pariatur.

## Nederlandse vertalingen
- Cajus Crispus Sallustius, Over de samenzwering van Catilina. Benevens vier Redevoeringen van Marcus Tullius Cicero, vert. Jan ten Brink, Amsterdam, 1798
- Cicero's eerste; tweede; derde; vierde Rede tegen Catilina, vert. Evarist Bauwens, 4 dln., Brussel, Dewit, 1907
- Cicero, De Catilinarische redevoeringen, vertaald en bewerkt door Robert De Pauw en Albert Clerckx, 1973. ISBN 9002124201 (eerste druk 1948)
- Marcus Tullius Cicero, Geschiedenis ener Samenzwering. De Catilinarische redevoeringen, vertaald en ingeleid door Gaston H. Halsberghe, Gent, Story, 1961
- Cicero, Eerste redevoering tegen Catilina, vertaald en begeleid door G. Demeyere, Brussel, Jecta, 1968
- Sallustius, De samenzwering van Catilina - Cicero, Eerste rede tegen Catilina, ingeleid en vertaald door Eddy De Laet, 1979. ISBN 9002140312
- R. van der Paardt, "Cicero, Eerste redevoering tegen Catilina", in: Schokkende redevoeringen, 1990, p. 206-217
- Tegen Catilina, vertaald, ingeleid en van aantekeningen voorzien door Evelien van Leeuwen en Johannes van Leeuwen, 1992. ISBN 9789026311291
- Marcus Tullius Cicero, De kleine samenzwering van Catilina, vert. Hedwig W.A. van Rooijen-Dijkman, 1998. ISBN 9789025306397 (selectie)